# Persillé du col Bayard
Le persillé du col Bayard (ou le petit Bayard) est un fromage au lait de vache français fabriqué dans les Hautes-Alpes.